# Батрахоміомахія
Батрахоміома́хія (грец. βατραχομυομαχια — «Війна жаб з мишами») — старогрецька пародія на героїчний гомерівський епос (кінець VI — початок V століття до н. е.), приписується Пігрету. Виникла в умовах розкладу родових відносин і кризи античної (олімпійської) релігії. Пародійність полягає в тому, що дії мізерних персонажів оспівуються в урочистій епічній формі.
Невелика поема з 305 віршів, писана гекзаметром. Можлива певна плутанина у нумерації. Існує кілька списків цієї поеми і в них різна кількість рядків. В. Пащенко вказує, що у поемі 299 рядків, М. С. Альтман, що 300. Найстаріша, що збереглася до нашого часу, літературна пародія, один з найперших зразків цього літературного жанру в європейській літературі.

## Сюжет
Сюжет поеми наближає її до циклів так званого «тваринного епосу», досить розвиненого в стародавніх літературах усіх культурних народів світу. Він присутній в арабському збірнику оповідань «Каліла й Дімна», що є перекладом відповідного староіранського зразка, утвореного з індійського оригіналу, який не зберігся, але мав свою пізнішу обробку в оповіданнях, зібраних під назвою «Панчатантра». За сюжетом миша Псіхарпакс (Крихтохап), врятувавшись від пазурів кота, прийшла до ставка напитися і була запрошена жаб'ячим царем Фісігнатом (Надуйгуба) відвідати його царство. Для цього Фісігнат бере Псіхарпакса собі на спину, і так вони мандрують болотом. Хоча Крихтохап і боялась води, проте на початку фантастичної мандрівки ставком все-таки відчувала себе героїнею. Можна уявити сміх античної аудиторії, яка чула, що миша, сидячи на спині жаби, порівняла себе з красунею-Європою, яку, за відомим міфом, віз на своїй спині по воді Зевс, перевтілений у бика. Проте в цей момент раптом з'являється водяна змія і Фісігнат, рятуючи життя, поринає у води, миттєво забувши про безпорадного гостя, котрий сидів у неї на спині, і Псіхарпакс на його спині тоне. Зраджений Крихохап проклинає жаб'яче плем'я:
«-Ні, від богів не сховаєш, Надуйгубо, зла, що накоїв,
Скинувши в став мене з себе, неначе з високої скелі.
Ти б мене не перевершив, негіднику підлий, на суші -
У всезмаганні, борні й перегонах, але ти навмисне
У глибочінь мене вергнув; та бог справедливий те бачить:
Мишаче військо помститься за це на тобі неодмінно».
Через це виникає війна між ображеними мишами й жабами. Про цю війну радяться боги на Олімпі. Зевс пропонує їм підтримувати тих, хто кого хоче. Але обережні олімпійці, перелякані виглядом цих «грізних армій», завбачливо воліють спостерігати за битвою здалеку, оскільки войовничі миші й жаби «Гострим списом і безсмертного ранити можуть! / Битва жорстока у них, так що й богу пощади не буде; / Краще, далебі, нам здалеку їхню борню споглядати». Після кровопролитної сутички миші починають перемагати. Тоді, щоб урятувати жаб'ячий рід від остаточного винищення, Зевс кидає блискавку, але й цим не може зупинити войовничого запалу мишей. А завершується ця «апокаліптична» картина, як і личить пародії, вельми парадоксально і смішно. Для порятунку жаб Зевс посилає їм на допомогу раків, які женуть мишей. Тільки вони й могли зупинити батрахоміомахію.
«…Зглянувсь на жаб із Олімпу Кроніон
І в найскрутнішу хвилину негайно послав оборонців.
Де не взялися тварюки — у панцирах та клишоногі,
Зігнуті, повзають рачки, мов кліщі в них рот, твердошкірі,
Широкоплечі, кощаві, а спини яскраво лисніють»

## Поетична техніка
«Батрахоміомахія» дуже близька до «Іліади» Гомера за змістом, адже цей дотепний комічний твір, незважаючи на свій невеликий розмір, відобразив майже всі основні моменти героїчної поеми. Крім того твори подібні й за технікою написання.
Невідомий автор намагався дотримуватися художніх прийомів, властивих гомерівським поемам: гекзаметр, традиційне звернення до Муз, двоплановість, втручання Муз із проханням запалити серце поета «на пісню натхненну», втручання богів у земні справи, постійні епітети, численні порівняння, промови, докладність викладу. Персонажі — жаби та миші — стали носіями всіх найхарактерніших рис героїв «Іліади». Недоторканою, напевне, залишилася тільки ретардація та всі її шляхи, використані Гомером.
У пародії вкотре продемонстроване чудове знання першоджерела й уміння іронічно його переспівувати. Так, опис того, як перед битвою миші одягли бойові обладунки, зроблено за всіма канонами гомерівського епосу.

## Авторство
Щодо питання про авторство і час складання поеми точних даних ми не має. Ця дотепна комічна поема, незважаючи на свій невеликій розмір, відобразила (щоправда, наче в кривому дзеркалі) основні моменти героїчної «Іліади», тож довгий час приписувалась самому Гомеру. Навіть ще в III ст. до н. е. на рельєфі «Апофеоз до Гомера» біля ніг епічного поета сиділи жаба й миша.
Тепер можна вважати, що поема ця складена не Гомером, а час складання можна приблизно встановити як VI століття до н. є. Підставами для такого визначення є використання в поемі одного виразу Алкея (вірш 78), згадування півня, який потрапив до Греції з Малої Азії за часів Теогоніда (друга половина VI століття до н. е.), а так само й те міркування, що в V столітті до н. е. не могло бути такої примітивної пародії на Гомера, бо вони тоді вже досягли розквіту в особі Гегемона Фасоського.
Тож закономірним є виникнення іншої версії, згідно з якою створення цієї геніальної пародії почали датувати часами греко-перських війн. Сухопутні перси асоціювалися з мишами, а «земноводні» елліни — з жабами. Отже логіка в цій версії була. Потім час написання «Батрахоміомахії» було «перенесено» ще на два століття пізніше — на добу еллінізму. Адже саме тоді, на думку академіка Михайла Гаспарова, «люди навчилися думати й писати не по-гомерівськи і пародіювати гомерівську манеру стало неважко»

## Наслідування
Багато наслідувань поеми знаходимо в пізнішій європейській літературі. Наприклад, «Фрошмейзелер» — поема німецького письменника XVI століття Ролленгагена. У російській літературі XIX століття «Війна мишей і жаб» В. А. Жуковського. Книга мала вплив на Теофіло Фоленго (поема «Москеіда»), на Лопе де Вегу («Котомахія») та на усю новогероїчну поему в Європі з «Вкраденого відра» Алессандро Тассоні.

## Українські переспіви і переклади
В українській літературі батрахоміомахію переробив на зразок «Енеїди» Котляревського Костянтин Думитрашко («Жабомишодраківка, на нашу руську мову перештопав К. Д.»). Це була рання спроба українського гекзаметра, видана в Санкт-Петербурзі у 1859 році.
Відомий також переспів «Батрахоміомахії» Степана Руданського під назвою «Омирова війна жаб з мишами».
1915 року був опублікований переклад «Батрахоміомахії» Івана Франка.
Академічний український переклад «Батрахоміомахії» належить П. Стрільцеву.